# Алуминијум сулфат
Алуминијум сулфат је доста заступљен у хемијској индустрији. Користи се за производњу папира, пречишћавање воде за пиће и пречишћавање отпадних вода.
Веома је ефективан у убијању Шпанских пужева.

## Добијање
Алуминијум сулфат се може добити растварањем алуминијум хидроксида, Al(OH)3, у сумпорниј киселини, H2SO4 Та реакција се одвија на следећи начин:
2Al(OH)3 + 3H2SO4 + 10H2O → Al2(SO4)3·16H2O

## Особине
| Особина                  | Вредност |
| ------------------------ | -------- |
| Партициони коефицијент ( | -10,7    |
| Растворљивост (logS, log(mol/L))        | -2,2     |
| Поларна површина (PSA, Å2)  | 351,0    |